# Donald Watson
Donald Watson (2 de setembre de 1910 - Keswick, 16 de novembre de 2005); va ser fundador de la Vegan Society i inventor de la paraula 'vegà'. Va néixer a Mexborough, un poble miner a Yorkshire del Sud (Anglaterra), en una família en la qual tots menjaven carn.
El seu viatge cap al veganisme, una filosofia i estil de vida basada en el respecte als animals, va començar quan ell era molt jove, a la granja del seu oncle George, sobre això ell diu:
| «                | ""Un dels meus records més primerencs és el de les vacances a la granja del meu oncle George on vivia envoltat d'animals interessants. Tots ells "donaven" alguna cosa: el cavall de la granja estirava l'arada, el cavall més petit estirava el carro, les vaques "donaven" llet, les gallines "donaven" ous i el gall era un "despertador" molt útil; no m'adonava en aquell moment que també tenia una altra funció. L'ovella "donava" llana. Mai no podia comprendre què "donaven" els porcs però semblaven criatures tan amistoses... sempre alegres de veure'm. Llavors, va arribar el dia en què un dels porcs va ser assassinat: encara tinc records vívids de tot el procés -incloent els crits. Sens dubte... vaig decidir que les granges -i els oncles- havien de ser reavaluats: la idíl·lica escena no va ser cap altra cosa que mort en cadena, on els dies de cada criatura eren numerats en el moment en què deixaven de ser estris per als éssers humans. "" | » |
| — Donald Watson, | |   |

Es va fer vegetarià l'any nou de 1924.
El novembre de 1944 ell i uns altres sis amics van fundar la primera societat vegana del món, la Vegan Society. L'objectiu principal era diferenciar-se dels vegetarians, que en realitat haurien de ser cridats "ovo-lacto-vegetarians" a causa del seu consum d'ous i lactis, i al qual el vegetarianisme és una dieta que pot ser seguida sense un motiu ètic cap als animals, podent vestir un vegetarià pells, assistir a espectacles amb animals, etc. sense ser per això menys vegetarià. L'etimologia de la paraula "veganisme" prové del terme anglès vegan, que al seu torn deriva de VEGetariAN (utilitzant les tres primeres i les dues últimes lletres).
Donald Watson va definir el veganisme de la següent manera:
| «               | "El veganisme és una filosofia de vida que exclou totes les formes d'explotació i crueltat cap al regne animal i inclou una reverència a la vida. A la pràctica s'aplica seguint una dieta vegetariana pura i anima l'ús d'alternatives per a totes les matèries derivades parcialment o totalment d'animals." | » |
| — Donald Watson | |   |

A l'edat de 95 anys, durant la tarda del 16 de novembre de 2005, Watson va morir a la seva casa al nord d'Anglaterra.